# Michael O'Leary (homme politique)
Michael O'Leary (8 mai 1936 - 11 mai 2006) est un juge, homme politique et avocat irlandais qui est juge au tribunal de district de 1997 à 2006, Tánaiste et ministre de l'Énergie de 1981 à 1982, chef du parti travailliste de 1981 à 1982 et ministre du Travail de 1973 à 1977. Il est Teachta Dála (TD) de 1965 à 1987. Il est Député européen de 1979 à 1981.
Il démissionne du Parti travailliste en 1982 pour rejoindre le Fine Gael.

## Jeunesse
O'Leary est né à Cork en 1936 fils d'un gérant de pub. Il fait ses études au Presentation College, à l'University College Cork, à l'Université Columbia et à King's Inns. De retour en Irlande, il milite au Parti travailliste et est employé comme responsable de l'éducation pour le Syndicat irlandais des transports et des travailleurs généraux (ITGWU). Dans ce poste, il joue un rôle déterminant dans la création de la branche des universités, affiliée à la circonscription Dublin-Centre-Nord, réunissant les étudiants du Parti travailliste de la Dublin University Fabian Society du Trinity College de Dublin et de l'University College Dublin.

## Carrière politique
O'Leary est élu pour la première fois au Dáil Éireann en tant que député du Parti travailliste pour Dublin North-Central aux élections générales de 1965.
Lorsqu'il est élu pour la première fois au Dáil, O'Leary encourage le Parti travailliste à adopter une position plus à gauche dans sa politique. Il est initialement fortement opposé à l'idée d'une coalition avec le Fine Gael, mais après les élections générales de 1969, il estime qu'une nouvelle approche est nécessaire. Lorsque le Parti travailliste et le Fine Gael forment le gouvernement de coalition nationale après les élections générales de 1973, il est nommé ministre du Travail.
En 1977, il est battu de peu par Frank Cluskey à la direction du parti. O'Leary est élu au Parlement européen dans la circonscription de Dublin en 1979.
Cluskey démissionne de son poste de chef du Parti travailliste lorsqu'il perd son siège au Dáil aux élections générales de 1981 et O'Leary est élu à l'unanimité pour lui succéder. Dans l'éphémère gouvernement Fine Gael-Parti travailliste de 1981 à 1982, O'Leary est Tánaiste et ministre de l'Énergie. Après la défaite du gouvernement aux élections générales de février 1982, il reste leader jusqu'à ce qu'il démissionne soudainement de la direction et de son appartenance au parti le 28 octobre, à la suite d'un vote à la conférence du parti sur une éventuelle coalition avec le Fine Gael. Le 3 novembre, il rejoint le Fine Gael,. Aux élections générales de novembre 1982, il est élu député pour le Fine Gael dans la circonscription du sud-ouest de Dublin. Après les élections, un nouveau gouvernement Fine Gael-travailliste est formé, mais O'Leary est tenu à l'écart du cabinet par ses anciens collègues travaillistes.
En 1985, O'Leary présente un projet de loi d'initiative parlementaire sur le divorce qui précède le référendum gouvernemental sur le divorce en 1986. Lorsque les Démocrates Progressistes sont formés en 1985, il envisage de les rejoindre, mais reste au Fine Gael.
Il ne se présente pas aux élections générales de 1987 et retourne à Cork et exerce la profession d'avocat. Il est élu membre Fine Gael du conseil municipal de Cork lors des élections locales de 1991. Il se présente sans succès aux élections générales de 1992 dans le centre-nord de Cork et obtient environ 2 % des voix.
Il est nommé juge du tribunal de district en 1997 par le gouvernement de coalition Fine Gael-Parti travailliste- Gauche démocratique.
O'Leary est décédé en France en mai 2006, des suites d'une noyade dans une piscine. Il était en vacances, après avoir pris sa retraite de juge quelques jours plus tôt.